# Hydaticus musivus
Hydaticus musivus är en skalbaggsart som beskrevs av Guignot 1952. Hydaticus musivus ingår i släktet Hydaticus och familjen dykare. Inga underarter finns listade i Catalogue of Life.